# Prêmio Nobel da Paz 2001
O Prêmio Nobel da Paz 2001 foi concedido para a Organização das Nações Unidas e seu secretário geral Kofi Annan por "seu trabalho por um mundo mais organizado e mais pacífico".

## Visão geral
Em 2001, ano de seu centenário, o Comitê Nobel decidiu que o Prêmio da Paz seria dividido entre a Organização das Nações Unidas (ONU) e Kofi Annan. Annan recebeu o Prêmio da Paz por ter revitalizado a ONU e por ter dado prioridade aos direitos humanos. O Comitê Nobel também reconheceu seu compromisso com a luta para conter a propagação do vírus da imunodeficiência humana (vírus HIV) na África e sua declarada oposição ao terrorismo internacional.